# Myllyjärvi (Jyväskylä)
Myllyjärvi är en sjö i Finland. Den ligger i kommunen Jyväskylä i landskapet Mellersta Finland, i den södra delen av landet, 230 km norr om huvudstaden Helsingfors. Myllyjärvi ligger 110 meter över havet. Arean är 3,4 hektar och strandlinjen är 0,81 kilometer lång. Sjön  ingår i Kymmene älvs huvudavrinningsområde.   I omgivningarna runt Myllyjärvi växer i huvudsak blandskog.